# Armstrong Siddeley Sapphire (Triebwerk)

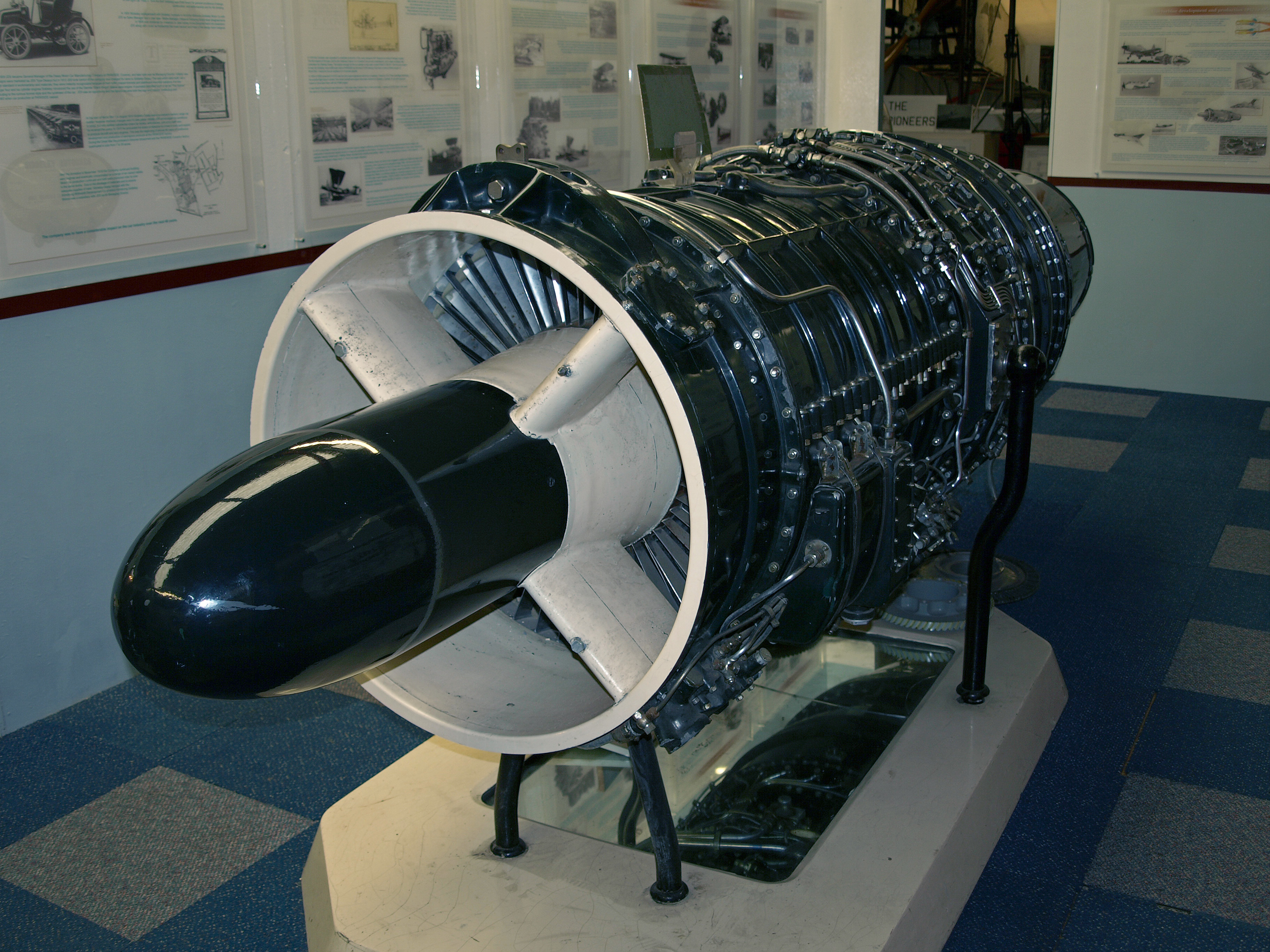
Erhaltener Armstrong Siddeley Sapphire im Midland Air Museum.

Der Armstrong Siddeley Sapphire war ein Strahltriebwerk, das der britische Hersteller Armstrong Siddeley ab Oktober 1948 herstellte. Es war die letzte Entwicklungsstufe dessen, was 1940 als Metrovick F.2 begonnen hatte. Der Sapphire hatte einen Axialkompressor mit ringförmiger Brennkammer und entwickelte einen Schub von über 49 kN. Das Triebwerk wurde bei frühen Versionen der Hawker Hunter und der Handley Page Victor eingesetzt, ebenso wie in allen Gloster Javelin. In den USA gab es bei Wright Aeronautical eine Lizenzproduktion als J65, der bei einer Reihe von US-Flugzeugen eingesetzt wurde.

## Konstruktion und Entwicklung
Die Konstruktion der Sapphire begann 1943 bei Metropolitan-Vickers (Metrovick) als Ableger des F.2-Projektes. Als der F.2 mit etwa 7,1 kN die Flugtauglichkeit erreichte, wandten sich die Metrovick-Ingenieure der Produktion größerer Strahltriebwerke zu, einem vergrößerten F.2 als Beryl und einem viel größeren F.9 als Sapphire. (Die Namen wählte man nach der Entscheidung, künftige Triebwerke nach Edelsteinen zu benennen.) Der Beryl funktionierte bald und entwickelte später 18 kN Schub, aber das einzige Flugzeug, bei dem er eingesetzt werden sollte, die Saunders-Roe SR.A/1, wurde nie in Serie gebaut.
Damals entwickelte der F.9 MVSa.1 etwa 33 kN, mehr als sein Konkurrent von Rolls-Royce, der Avon. Eine Reihe von Kunden interessierten sich für den F.9 und man sah ihn als Haupt- oder Ersatztriebwerk für die meisten britischen Flugzeuge der 1940er- und frühen 1950er-Jahre.
Etwa zur gleichen Zeit verabschiedete sich Metrovick aus dem Triebwerksbau und das Entwicklerteam wurde schnell von Armstrong Siddeley übernommen, die bereits selbst ein Konzept für ein Strahltriebwerk, den ASX, hatten, aber hauptsächlich auf Turboprop-Motoren fokussiert waren. Da war das Metrovick-Team eine willkommene Ergänzung.
Die Arbeiten am F.9, der nun in ASSa.5 umbenannt wurde, wurden fortgeführt, bis er schließlich 33 kN Schub lieferte. Dieses frühe Triebwerk wurde nur für die English Electric P.1.A, den Prototyp der bekannten Lightning, eingesetzt. Diese Lösung war nicht zufriedenstellend und der Nachfolger ASSa.5R trug wenig dazu bei, dies zu verbessern, da er zwar einen verbesserten „nassen“ Schub von 41 kN bot, dies aber so unzuverlässig, dass man die Nutzung kurze Zeit einstellen musste, um die Probleme zu analysieren. Spätere Versionen der Lightning wurden mit Rolls-Royce-Avon-Triebwerken bestückt.
Bald bestand das Triebwerk Versuche mit immer größeren Schubeinstellungen. Der ASSa.6 erreichte 37 kN und wurde in der Gloster Javelin FAW Mark 1, der Hawker Hunter F. Mark 2 und der F. Mark 5, sowie dem Prototyp Sud Ouest SO 4050 Vautour verbaut. Der dramatisch stärkere ASSa.7 mit einem Schub von 49 kN war das erste britische Triebwerk mit über 44 kN und trieb die Gloster Javelin FAW Mark 7, die Handley Page Victor B. Mark 1 und den Schweizer Prototyp eines Kampfbombers, die FFA P-16, an.
Nachbrenner mit begrenzter Leistung wurden ebenfalls an den ASSa.7 angebaut, woraus die “nasse” ASSa.7LR mit 55,1 kN Schub entstand, die bei der Gloster Javelin FAW Mark 8 eingesetzt wurde. Ein verbessertes Modell lieferte 67 kN oberhalb 6100 m Flughöhe und erschien bei einer anderen FAW Mark 8 und allen FAW Mark 9.

## Varianten
MVSa.1Bezeichnung des Ministry of Supply für den ursprünglichen Metropolitan-Vickers F.9 Sapphire, der aus dem Metropolitan-Vickers F.2/4 Beryl entwickelt wurde. Die Konstruktion an diesem sehr viel größeren Triebwerk begann 1943.
Metropolitan-Vickers F.9 SapphireHerstellername der MVSa.1
ASSa.3Absolvierte im November 1951 einen 150-Stunden-Test bei einem Schub von 33,36 kN auf Seehöhe mit einem s.f.c. von 0,91.
ASSa.4
ASSa.5Frühe Armstrong-Siddeley-Entwicklungsstufe des Sapphire.
ASSa.5RMaschinen mit Nachbrenner, die bei der English Electric P.1A mit geringem Erfolg eingesetzt wurden.
ASSa.6Spätere Maschinen wurden zum Einsatz in der Gloster Javelin FAW Mark 1, der Hawker Hunter F. Mark 2, der Hawker Hunter F. Mark 5 und dem Prototyp Sud Ouest SO 4050 Vautour entwickelt.
ASSa.7Schub 49 kN, trieb die Gloster Javelin FAW Mark 7, die Handley Page Victor B. Mark 1 und den Prototyp FFA P-16 an.
ASSa.7LRTriebwerke mit 12 % Leistungssteigerung durch Nachbrenner für den Einsatz über 6100 m, eingesetzt bei der Gloster Javelin FAW Mark 8.
Wright J65Lizenzfertigung bei Wright Aeronautical in den USA.
ASSa.9

## Flugzeuge mit Armstrong Siddeley Sapphire
Bemerkung: In vielen Fällen wurde der Sapphire bei frühen Prototypen der betreffenden Flugzeuge eingesetzt und wurde dann in der Serienfertigung oft durch den Rolls-Royce Avon ersetzt.
- English Electric P.1
- FFA P-16
- Gloster Javelin
- Handley Page Victor B.1
- Hawker Hunter (F.2 & F.5)

## Ausgestellte Triebwerke
Ein Armstrong Siddeley Sapphire ist im Midland Air Museum am Coventry Airport ausgestellt.

## Daten (ASSa.7 / 7LR)

### Allgemein
- Typ: Strahltriebwerk (7), bzw. Strahltriebwerk mit Nachbrenner (7LR)
- Länge: 3180 mm (7), bzw. 7442 mm (7LR)
- Durchmesser: 954 mm
- Gewicht: 1383 kg (7), bzw. 1442 kg (7LR)

### Komponenten
- Kompressor: axial, 13-Stufig
- Brennkammern: ringförmig, mit 24 hockeyschlägerförmigen Verdampfern
- Turbine: axial, 2-Stufig
- Treibstoff: Kerosin nach Norm DERD 2482 oder DERD 2486
- Schmierung: Nasssumpf, Mindestdruck: 83 kPa, Ölqualität nach DERD 2487.

### Leistung
- Maximaler Schub: 49 kN bei 8000/min. auf 0 m Höhe (7), bzw. 55 kN bei 8000/min. auf über 6100 m Höhe (7LR)
- Spezifischer Treibstoffverbrauch: 90,241 kg / kN x h beim Start
- Schubgewicht: 28,224 kg/kN (7), bzw. 26,218 kg/kN (7LR)[6]